# イベントカル
イベントカル （EventCal）は、住宅・不動産ポータルサイトHOME'S (ホームズ)を運営していた株式会社ネクスト（現・株式会社LIFULL）が運営していたイベント情報共有サイト。

## 概要
コンセプトは、「気になる情報の”いつ”を教えてくれるサービス」。「イベント情報」をみんなでつなげることによって関連した情報を随時入手することができるサービス。
更新情報はGoogleカレンダーやメールなどで受け取ることが可能。
パソコン、スマートフォン等で利用可能。
ユーザーが作成したイベントに加え、ぴあのチケット情報や昭文社のイベント情報なども同時に検索できる。

## 由来
「Event Calendars」の略からきている。

## 沿革
- 2011年10月 ベータ版の提供を開始。
- 2013年7月31日 全てのサービスを終了。